# Nowa Rewolucyjna Alternatywa
Nowa Rewolucyjna Alternatywa, NRA (ros. Новая Революционная Альтернатива) – działająca w Rosji od 1996 grupa bojowa anarchokomunistów i zwolenników insurekcjonizmu licząca ok. 100 członków. Po aresztowaniu głównych aktywistów działalność NRA osłabła. 14 kwietnia 2003 roku zapadły wyroki w procesie członkiń NRA Olgi Newskiej, Nadieżdy Rak (członkini Komunistycznej Unii Młodych Rewolucyjnych Bolszewików) i Larisy Romanowej. Wyroki od 5 do 9 lat kolonii karnej.
Akcje:
- 1996–1997 – podpalenia siedzib komisji wojskowych, banków.
- 1999 – zamach bombowy na siedzibę FSB w Moskwie.